# カーンチャナブリー駅
カーンチャナブリー駅（カーンチャナブリーえき、タイ語:สถานีรถไฟกาญจนบุรี）は、タイ王国中部カーンチャナブリー県ムアンカーンチャナブリー郡にある、タイ国有鉄道南本線の駅である。

## 概要
カーンチャナブリー駅はタイ王国中部にあり、カーンチャナブリー県の県庁所在地であり人口約15万人が暮らすムアンカーンチャナブリー郡にあるタイ国有鉄道南本線ナムトック支線（旧泰緬鉄道）の鉄道駅である。旧トンブリー駅より117.04km地点に位置し、普通列車利用で2時間45分程度である。一等駅であり1日に6本（3往復）の列車が発着し、すべての列車が普通列車である。かつてはクルンテープ駅から発着していたが、バンコク都内の渋滞緩和（列車本数を少なくして踏み切りでの列車通過待ちを解消）の為トンブリー発着に戻された。
タイは観光国であり様々な観光地があるが、当駅の位置する通称ナムトック線は路線自体が観光の対象になっている。バンコクより当駅の先にある、映画『戦場にかける橋』で有名になったクウェー川鉄橋、アルヒル桟道橋、チョンカイの切り通し等がその対象である。

## 歴史
第二次世界大戦中大日本帝国陸軍による泰緬鉄道の建設が、1942年6月より開始され、1943年10月に全通した。戦後タイ政府が連合軍より購入し、整備の上再開された。1949年6月24日に再開業し、当時は終着駅であったが約3年後の1952年4月1日に、ワンポー駅まで延伸開業した為途中駅となった。
- 1949年6月24日 【開業】ノーンプラードゥック分岐駅 - カーンチャナブリー駅 (52.85km)
- 1952年4月1日 【開業】カーンチャナブリー駅 - ワンポー駅 (61.06km)
- 1958年7月1日 【開業】ワンポー駅 - ナムトック駅 (16.14km)

## 駅構造
単式及び島式1面の複合型ホーム2面2線をもつ地上駅であり、駅舎はホームに面している。

## 駅周辺
- クウェー川鉄橋（約2km）

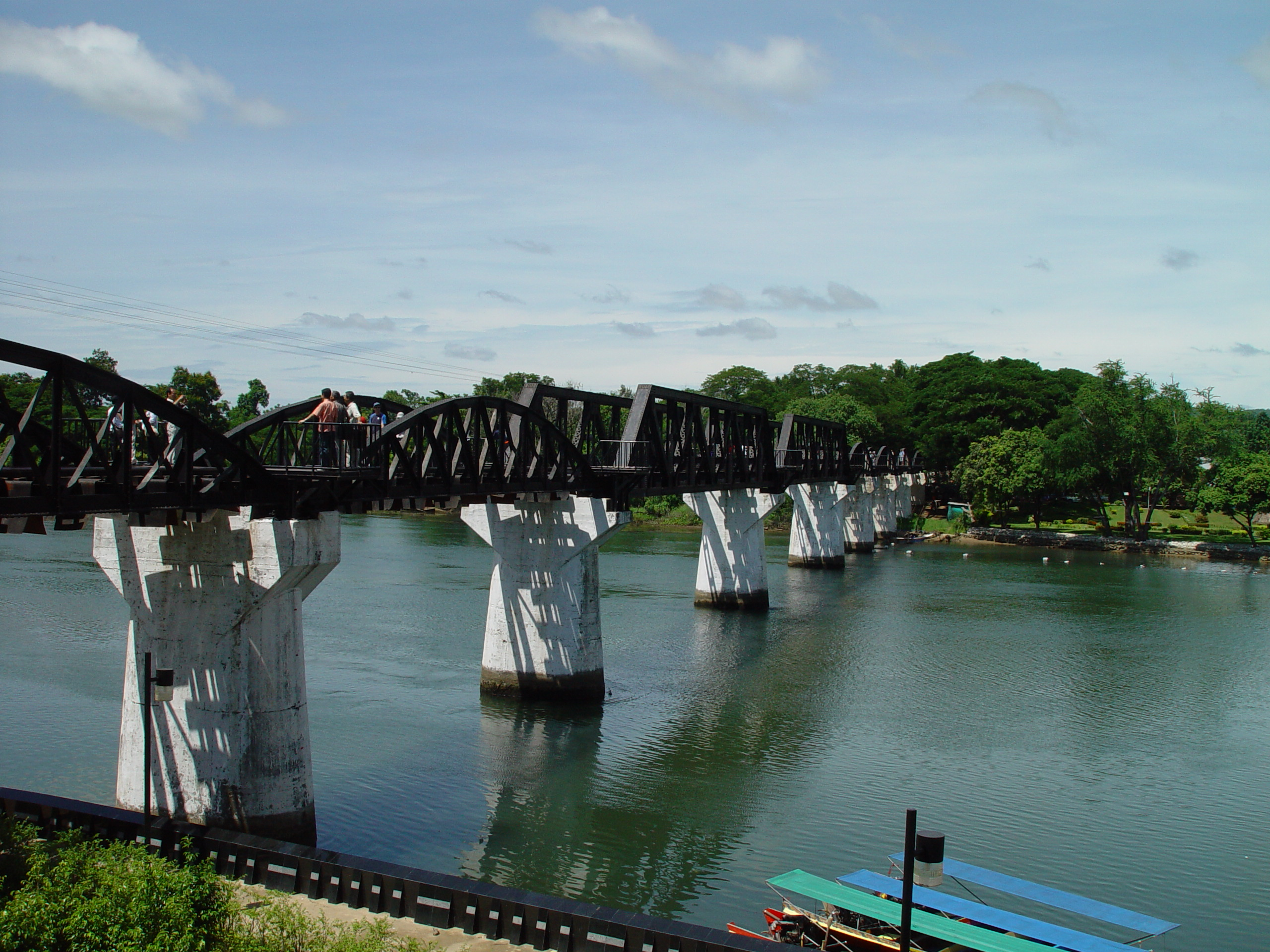
クウェー川鉄橋

- 退役したガーラット式蒸気機関車457号機（1935年Henschel製、製造番号23109[4]）が駅前に静態保存されている[5]。
- サパーンクウェーヤーイ停車場近くに退役した蒸気機関車719号機（旧C56 23 1935年汽車製造製、製造番号1352[4]）及び蒸気機関車804号機（1915年Kitson製、製造番号5162[6]）が静態保存されている。